# رشیدآباد موتور نوشیروان
رشیداباد موتور نوشیروان یک منطقهٔ مسکونی در ایران است که در دهستان گوهرکوه واقع شده‌است.